# 어스 더 듀오
어스 더 듀오는 남편 마이클과 아내 카리사 알브라도로 구성된 미국의 포크 팝 듀오이다. 2013년부터 바인에 인기 곡들을 커버한 6초 분량의 동영상들을 올리며 이름을 알렸다. 2015년 8월 기준, 어스 더 듀오의 계정 구독자 수는 4백 8십 만 명 이상으로 집계됐다. 2014년 3월, 리퍼블릭 레코드와 계약했다. 이로써 어스 더 듀오는 주요 레이블과 계약한 최초의 바인 스타로 평가된다.
마이클과 카리사는 2011년 캘리포니아주 로스 엔젤레스의 한 뮤직비디오 촬영장에서 처음 만나 2012년 결혼했다.

## 경력
2016년 봄, 어스 더 듀오는 펜타토닉스의 2016년 월드 투어에 합류해 미국 뿐만 아니라 런던, 파리, 프라하, 로마, 도쿄 등지에서도 함께 했다. 2개의 정규 앨범 발매 이후, 신곡 "(Stop) Just Love"와 "Slow Down Time"을 발매했다. 또 "2015 Top Hits in 3.5 Minutes."와 같은 다양한 커버곡들도 공개했다. 오프라 윈프리는 어스 더 듀오의 곡 "No Matter Where You Are"가 수록된 영화 《더 북 오브 라이프》 본 뒤, 2014년 11월에 어스 더 듀오의 투어 표를 구매했다.

## 구성원
- 카리사 알브라도

카리사 알브라도는 캘리포니아 로스앤젤레스에서 태어나 자랐다. 카리사는 필리핀계 미국인이다. 5살 때 교회 합창단에서 처음으로 노래를 시작했다. 그녀는 'Wear I Am'이라는 이름의 패션 블로그를 가지고 있다.
- 마이클 알브라도

마이클 알브라도는 노스캐롤라이나주에서 태어나 자랐다. 마이클은 푸에르토리코 혈통이다. 그는 7살때 피아노를 치기 시작했으며, 고등학교에서 개러지 밴드에서 활동할 때부터 노래를 부르기 시작했다.

## 음반 목록

### 정규 앨범
- Us (2012년)
- No Matter Where You Are (2014년)